# Oliveria aucheri
Oliveria aucheri är en flockblommig växtart som beskrevs av Hippolyte François Jaubert och Édouard Spach. Oliveria aucheri ingår i släktet Oliveria och familjen flockblommiga växter. Inga underarter finns listade i Catalogue of Life.